# Зубов, Пётр Юльевич
Пётр Юльевич Зубов (24 июня 1871, Кадниковский уезд, Вологодская губерния — 26 октября 1942, Париж) — актёр провинциальных театров, земский начальник, товарищ головы города Вологды (1918), заместитель Председателя и секретарь Временного правительства Северной области (1918—1920).

## Биография

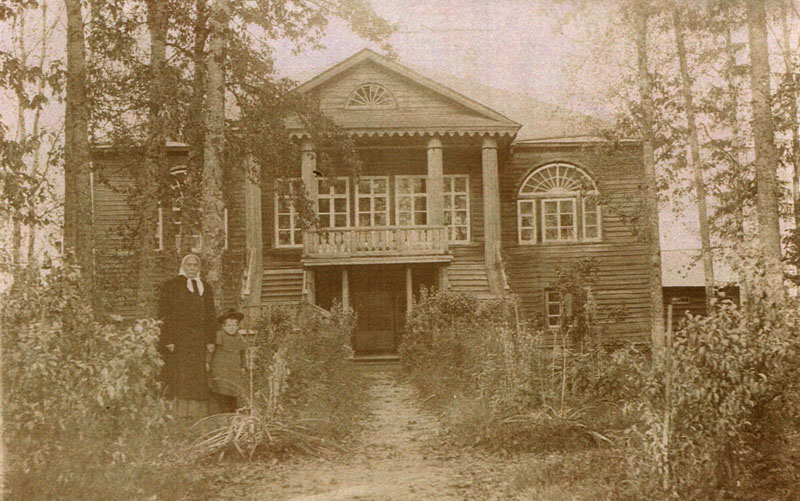
Усадьба Кузнецово в Пельшемской волости Кадниковского уезда.

Родился и провёл детство в имении Кузнецово в 12 км от города Кадникова Вологодской губернии. Он был пятым ребёнком в семье из десяти детей дворянина Юлия Михайловича Зубова (1839—1922) и его жены Софьи Петровны, урождённой княжны Ухтомской (3.08.1842—20.10.1925).
В 1882 поступил в Московский кадетский корпус. Позднее переведён в Вологодское Александровское реальное училище, в конце 1890 года получил аттестат о его окончании.
Начиная с 1892 года, участвовал в любительских спектаклях в Вологодском театре: «Коварство и любовь», позднее даже в женской роли Матрены.

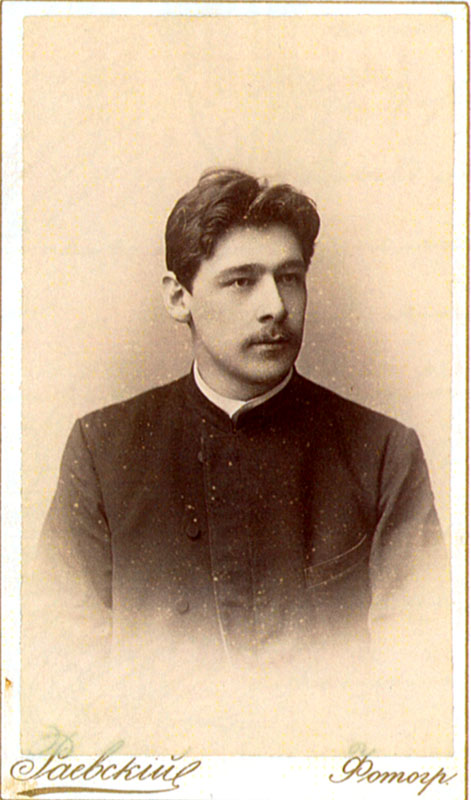
Пётр Зубов, выпускник Вологодского реального училища.

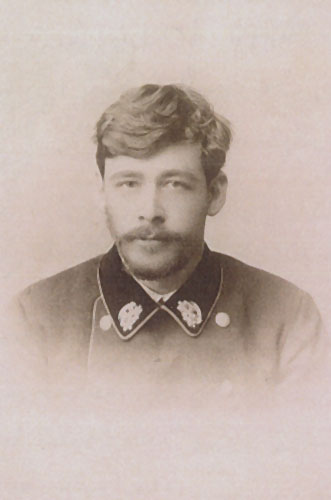
Пётр Зубов, студент Новоалександрийского института.

Родной дядя Петра, композитор Михаил Михайлович Зубов обратился к нему в просьбой помочь адаптировать строфы поэмы А. С. Пушкина «Цыганы» к музыке сочиненной им оперы. В 1893 году Пётр Зубов написал либретто к комической опере М. М. Зубова по поэме А. С. Пушкина «Граф Нулин». В 1897 году им также были написаны либретто к операм М. М. Зубова по поэме «Бахчисарайский фонтан», а 1901 — по повести «Барышня-крестьянка».
В 1894 году поступил в Институт сельского хозяйства и лесоводства в Новой Александрии (Царство Польское). Жил в ближайшей к институту деревне Властовицы. Всего проучился в институте 2 года.

### Провинциальный актёр
В 1896 поступил актёром в Вологодский театр с окладом 40 рублей в месяц. Переехал в Москву, надеясь найти место в более солидной театральной труппе, работал в разных театрах страны: в Саратове, Борисоглебске, Козлове и других.
Вернулся в Кузнецово в конце 1898 года после того, как в январе того же года женился на 16-летней Марии Ивановне Савельевой, сестре театрального парикмахера. В мае 1899 года получил место канцелярского служителя 2-го разряда у Кадниковского уездного предводителя дворянства. Подписал контракт с антрепризой Уварова на работу в Омске в зимнем сезоне 1899—1900 годов с жалованием 80 рублей в месяц. Семья переехала в Омск, где Зубов играл роли в спектаклях «Горе от ума», «Потонувший колокол», «Каширка», «Джентльмен», «Лиса Патрикеевна» и других, пел в пьесах «Званные вечера с итальянцами», «Волшебные вальсы», «И ночь, и луна, и любовь» и в оперетте «Мадмуазель Нитуш». В Омске написал одноактный водевиль «Чудодейственный эликсир».
Весной 1900 года вернулся с семьёй из Омска в Вологодскую губернию, где поселился в доме отца в городе Кадникове. Там у Зубова родилась вторая дочь София.
22 мая 1900 года произведён в чин коллежского регистратора со старшинством. 26 сентября 1900 года Кадниковское уездное земское собрание избрало Зубова на 3 года членом Училищного совета, Уездного комитета о народной трезвости и Кадниковской уездной Управы. Одновременно стал ведущим актером, режиссером, художником-декоратором и даже машинистом сцены в недавно построенном в Кадникове большом зимнем театре на 240 мест, построенного по инициативе и на средства его отца Ю. М. Зубова. Готовил для этого театра спектакли «Потонувший колокол», «Параша Сибирячка», играл комическую роль Расплюева («Свадьба Кречинского»), планировал постановку «Ревизора» и «Уриэль Акоста».

### Земский деятель
Летом 1902 года назначен на работу земским начальником 3-го участка Никольского уезда, в селе Вознесенье в 120 верстах от Никольска. На новом месте работы Зубов организовал женскую воскресную школу. В селе Вознесенье играет в любительских спектаклях: «Свадьба Кречинского» А. Сухово-Кобылина, «Вторая молодость» П. Невежина, в коротких водевилях и комедиях «Бедовая бабушка» А. Баженова; «Простушка и воспитанная» Д. Ленского. Зубов писал в это время:

«Главное, нет у меня административного склада в характере, я слишком доверчив и мягок, где бы не следовало; вообще, я членом Управы был гораздо более на своём месте, чем земским начальником, тем более, что я на начальника похож точно также как гвоздь на пирамиду. Но все в нашем мире так устроено, что никто не бывает на своем месте, и я уверен, что на сцене я гораздо бы лучше играл роль земского начальника, чем исполняю её на самом деле»
С осени 1905 года Зубовы снова вернулись в Кадников. Петра произвели в губернские секретари, а в ноябре 1906 года он стал земским начальником 3-го участка Вологодского уезда. Он жил с разросшейся семьей в полученном в наследство от дяди М. М. Зубова имении «Заломаиха» на левом берегу реки Масляной около места её впадения в Вологду.
Весной 1907 года получил чин коллежского секретаря, а осенью 1909 года произведён в титулярные советники со старшинством. В том же 1909 году избран гласным Вологодского Губернского Земского Собрания, с 1 декабря его секретарь, 16 декабря избран членом Губернской Земской Управы на трёхлетие, начиная с 1910 года), а 19 декабря стал членом Попечительских советов I-ой и II-ой Вологодских женских гимназий, произведён в чин статского советника и окладом 2000 рублей в год. По-видимому, к этому периоду относятся сведения о строительстве Зубовым новой школы в селе Большая Мурга в окрестностях Кадникова.
В 1914 году баллотировался на должность Предводителя уездного дворянства, и ему положили на избирательных двумя шара больше чем конкуренту Андрееву. Но Вологодскому вице-губернатору Фуксу донесли, что в выборах участвовал некто Фонтгов, находящийся под следствием. Поэтому выборы на другой день были отменены, на повторных выборах Зубов получил меньше, чем Андреев.
В 1915 году стал председателем правления Вологодского объединенного комитета по снабжению Армии. В 1916 году Зубовы продали Заломаиху и купили дом в Вологде (на Подлесной улице, выходившей на Архангельскую). Дочери Нина и Ларисса пошли учиться в Вологодскую женскую гимназию.

### Политик
В феврале 1917 года вступил в конституционно-демократическую партию. Летом 1917 года по постановлению Городской Думы назначен товарищем городского головы Вологды А. А. Александрова.
Начиная с 24 февраля и до 9 апреля 1918 года, в Вологду из Петрограда переехал персонал посольств и консульств 11 государств, в том числе США, Сиама, Китая, Японии, Бразилии, Франции, Италии, Сербии, Бельгии, Англии: всего около 150 человек. П. Ю. Зубов был занят организацией их приёма и размещения. Вслед за дипломатами в Вологду приехал член Всероссийского Учредительного собрания, известный народник Н. В. Чайковский. Воодушевлённый перспективой высадки союзнических войск в Мурманске и Архангельске, Чайковский начал разрабатывать план антибольшевистского переворота и формирования в Архангельске независимого от большевиков Временного Правительства. План переворота и состав Правительства обсуждались ещё в Вологде и были согласованы с дипломатами. Там же были подготовлены первые 10 декретов. Зубов тайно вступил в антисоветский «Союз возрождения России».
15 июля 1918 в Вологде советскими органами создана Губернская Чрезвычайная Комиссия по борьбе с контрреволюцией и преступлениями по должности. Зубов перешёл на нелегальное положение. Его жена с старшими дочерьми уехала в Москву. Зубов переехал в Архангельск, где при поддержке флотa стран-союзниц готовился антисоветский переворот.

#### В руководстве Северной областью
3 августа сразу после переворота под председательством Николая Васильевича Чайковского было сформировано Верховное управление Северной области. П. Ю. Зубов был назначен управляющим Отделом внутренних дел, почт и телеграфа и секретарём Верховного управления. Зубов был единственным членом Верховного управления не социалистом, и по мнению современников «безусловно играл крайне полезную роль сдерживающего умеренного начала». Тогда же в Архангельске был сформирован Северный областной отдел «Союза возрождения России», руководимый В. И. Игнатьевым, П. Ю. Зубов стал его заместителем.
Военный руководитель переворота в Архангельске капитан 2-го ранга Г. Е. Чаплин негативно относился к Верховному управлению, составленному в основном из представителей социалистических партий. И в 11 часов в ночь с 5 на 6 сентября 1918 года он и подчиняющаяся ему офицерская рота арестовали членов правительства прямо в общежитии, где они жили, и затем, погрузив на пароход, отправили в Соловецкий монастырь. Но переворот не поддержали представители дипломатического корпуса и по их требованию арестованные были возвращены в Архангельск.
28 сентября Н. В. Чайковский объявил состав нового Временного Правительства Северной Области. В нём Зубов был вновь назначен секретарём и заведующим Отделом народного образования. 14 октября под начало П. Ю. Зубова передано также Бюро печати, с редакцией, конторой и экспедицией «Вестника Временного Правительства Северной Области».
В начале октября в Вологде арестовали брата Зубова, Владимира, и отправили его в распоряжение Московской ЧК, там же в Москве арестовали старшую дочь Зубова Надю за то, что она вступила в молодежную организацию партии «Народной свободы». К декабрю они были отпущены.
В январе 1919 Н. В. Чайковский должен был выехать на Парижскую мирную конференцию. Он формально сохранил за собой пост председателя правительства, но, как показало время, так больше и не вернулся в Северную область. После долгих обсуждений было решено, что заместителем Чайковского, то есть фактически исполнять его функции руководителя Северной области будет всех устраивающий П. Ю. Зубов.
В ночь с 26 на 27 сентября 1919 года последние воинские части Антанты покинули Архангельск, а 12 октября они ушли и из Мурманска. В связи с новой ситуацией было решено фактически передать всю полноту власти Е. К. Миллеру, а П. Ю. Зубов был объявлен помощником Главного Начальника края по гражданской части и Председателем Временного Правительства Северной области. Сам П. Ю. Зубов голосовал против такого решения, так как «Особой гражданской части» приводило к тому, что у Правительства не было рычагов власти и оно всё более превращалось в консультационный орган при военном диктаторе генерале Миллере.
14 февраля 1920 года было объявлено о создании так называемого «Правительства Спасения», или «Правительства Эвакуации». Зубов в него не вошёл.
19 февраля 1920 года П. Ю. Зубов был эвакуирован из Архангельска ледоколе «Козьма Минин», или взятой им на буксир яхте «Ярославна». Следующей ночью комендант ледокола капитан Г. Е. Чаплиным высадил с него члена последнего Правительства Северной Области доктора Б. Ф. Соколова и его секретаря А. Н. Новикова, их пересадили на зажатый во льдах ледокол «Русанов». Зубов пытался вступиться за Соколова и Новикова.
В эти дни в Москве была арестована жена Зубова Мария Ивановна, чтобы обезопасить себя и пятерых детей, она развелась с мужем.

### В эмиграции
21 декабря 1920 Зубов уже в Париже, участвует собрании членов Парижской группы партии «Народной свободы». В таком же заседании он участвовал и 9 февраля 1921, на нём Зубов выступил с предложением как устранить «серьёзные разногласия и трения» между Парижской группой кадетов и организациями партии в других городах Европы.
Сообщалось, что к июлю 1921 года Зубов был избран в Центральное бюро Парижской демократической группы кадетов:67,487. 28 июля того же года участвует в организационном собрании парижской «группы новой тактики партии Народной свободы», объединившей сторонников П. Н. Милюкова (название группы предложено самим Милюковым):133. 4 октября 1921 года при обсуждении аграрной программы партии Зубов сказал, что «ни о каких нормах землевладения говорить не приходится», так как во время революции произошёл «чёрный передел» и, что «к возвращению мелким собственникам отнятой у них земли надо подходить очень острожно: на Севере, когда суды (при архангельском правительстве) стали это делать, получился страшный кавардак, и пришлось все дела изъять из ведения суда и передать их местным земельным советам»:336.
В Париже участники борьбы с большевиками на Севере создали землячество под названием «Общество северян». П. Ю. Зубов вместе с С. Н. Городецким был членом редколлегии «Очерков истории Северной Области», её председателем был всё тот же Е. К. Миллер.

### Отклики современников
Пётр Юльевич Зубов, представлялся мне всегда в высшей степени спокойным, выдержанным, глубоко уравновешенным. Довольно пассивный в вопросах второстепенной важности, Пётр Юльевич был ярко красноречив, твёрд и стоек во всех серьезных делах, проходивших через его руки. Особенно хорошею его чертою была его искренность и прямота, с которой он высказывал свои убеждения. — В. В. Марушевский. «Год на Севере».

Спокойный, вдумчивый, серьёзный, лишённый и тени желания «позировать и играть роль», он с первого взгляда казался немного вялым, апатичным и лишённым волевых импульсов. Апатичность, вялость, в связи с полнейшим отсутствием честолюбия, часто вредили ему, так как он способен был иногда во время политических кризисов слишком откровенно подчеркивать, что правительство не дорожит властью и охотно уступит её своим политическим противникам. Это расценивалось как слабость, вызывало злорадство и усиление натиска у противников слева и резкие обвинения в неспособности проявить твердую власть справа". — С. Ц. Добровольский. «Борьба в Северной области».

Отличительной чертой, совершенно обесценивающей это правительство, была удивительнейшая пассивность членов его, в частности председателя Зубова, как «носителя власти». Пётр Юльевич Зубов — милейший и культурнейший человек, настоящий чеховский интеллигент. Нередко повторял он, и с превеликой искренностью, «что мы за властью не гоняемся», «пусть приходят другие», «да к тому же все это здорово надоело». — Б. Соколов. «Падение Северной области».

## Семья
- Первая жена (с 26.01.1898 ст.ст.) — Мария Ивановна, урождённая Савельева (15.01.1882—14.10.1941), сестра театрального парикмахера
  - Дочь — Надежда (7/19.12.1898—20.08.1968)
  - Дочь — София (6/29.05.1900—26.09.1987)
  - Дочь — Нина (24.12.1901/6.01.1902—4.01.1974)
  - Сын — Владимир (18.10.1903—23.03.1981)
  - Дочь — Ларисса (1/14.04.1905—8.07.1981)
- Вторая жена — Лидия Алексеевна (23 июня (ст. ст.) 1891—1962), по первому мужу Перрен, урождённая Зубова, актриса, троюродная сестра П. Ю. Зубова.
  - Сын — Пётр (2 сентября 1925—21 ноября 1943)
- Брат — Владимир (19.11.1865—1932)[1][9]
- Брат — Константин, умер в младенчестве[1]
- Сестра — Елизавета в замужестве Недович (31.01.1867—1926)[1][10]
- Брат — Юлий (1868—17.04.1907)[11]
- Сестра — Екатерина (1869—?)
- Сестра — Ольга (1872—?)
- Сестра — Нина (1873—1907), скрипачка
- Сестра — Мария (1875—?)
- Брат — Михаил (1877—1943)[12]
- Сестра — Лариса (1879—?)
- Сестра (младшая) — Любовь (26 марта 1881—7 апреля 1970), замужем за Вильямом Моором[10]
- Сестра — Надежда, близняшка Любови, умерла в младенчестве.

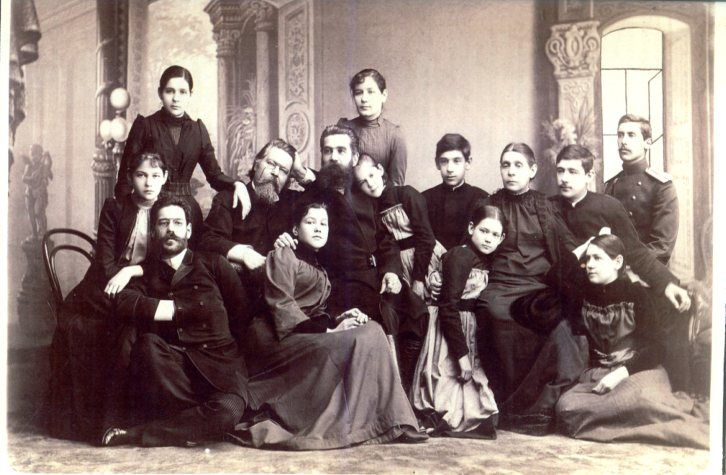
Семья Юлия Михайловича и Софьи Петровны Зубовых ~ в 1890 г. Слева направо: Нина, Владимир, Елизавета (стоит), Михаил Михайлович, Мария, Юлий Михайлович, Любовь, Екатерина (стоит), Михаил, Лариса, Софья Петровна, Пётр, Ольга, Юлий

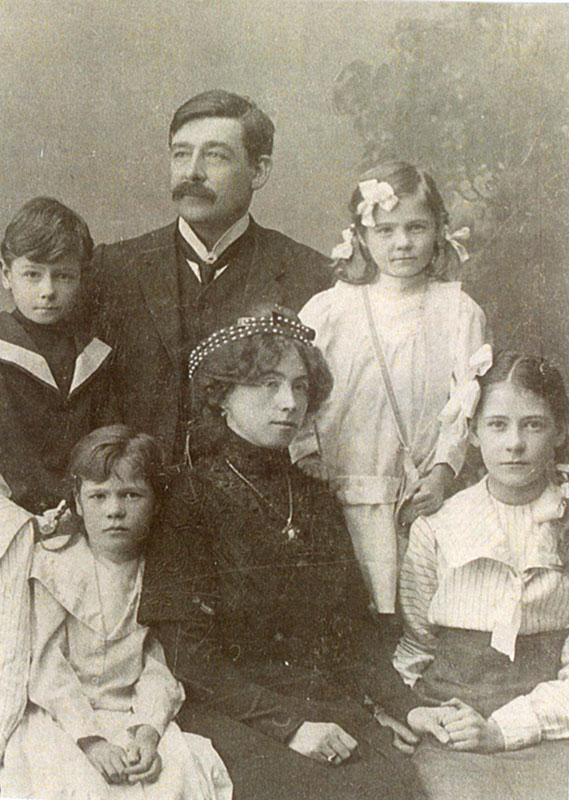
П. Ю. и М. И. Зубовы с детьми ~ в 1907 г.: Нина (сидит), Владимир, Ларисса и Надежда (сидит)